# Trolleybus du tunnel de Tateyama
Le trolleybus du tunnel de Tateyama était une ligne de trolleybus entièrement souterraine, circulant à Tateyama dans la préfecture de Toyama au Japon. Elle fait partie de la route alpine Tateyama Kurobe. La ligne a été convertie pour y faire circuler des bus électriques.

## Historique
La ligne a été initialement ouverte en tant que ligne de bus en avril 1971, mais a ensuite été équipée pour les trolleybus. La ligne de trolleybus a fonctionné du 23 avril 1996 au 30 novembre 2024. Des bus électriques de remplacement sont entrés en service le 15 avril 2025. 

## Ligne

### Aperçu général
La ligne circule dans un tunnel de 3,7 km traversant le mont Tate (Tateyama). La route est à voie unique avec une zone de croisement au milieu. La station de Murodō, le terminus ouest, se trouve à une altitude de 2 450 m, et le tunnel descend jusqu'au terminus est de Daikanbō à 2 316 m. Le trajet prend environ 10 minutes.

### Matériel roulant
Huit trolleybus circulaient sur cette ligne. Il s'agit de véhicules construits en 1995–1996 par Osaka Sharyo Kogyo sur un châssis de Mitsubishi Fuso, et numérotés de 8001 à 8008.